# Grand Prix Jef Scherens 1965
La 3e édition du Grand Prix Jef Scherens a eu lieu le 8 mai 1965. Elle a été remportée par le Belge Fernand Deferm.

## Classement final
Fernand Deferm remporte la course en parcourant les 205 km en 4 h 55 min 0 s à la vitesse moyenne de 41,695 km/h.
| Classement final | Classement final       | Classement final | Classement final | Classement final  |
|                  | Coureur                | Pays             | Équipe           | Temps             |
| ---------------- | ---------------------- | ---------------- | ---------------- | ----------------- |
| 1er              | Fernand Deferm         | Belgique         | Dr Mann-Grundig  | en 4 h 55 min 0 s |
| 2e               | Eddy Merckx            | Belgique         | Solo-Superia     |                   |
| 3e               | Emile Daems            | Belgique         | Ignis            |                   |
| 4e               | Marcel Van Den Bogaert | Belgique         | Dr Mann-Grundig  |                   |
| 5e               | Cees Haast             | Pays-Bas         | Televizier       |                   |
| 6e               | Rik Wouters            | Pays-Bas         | Televizier       |                   |
| 7e               | Alfons Hermans         | Belgique         | Lamot-Libertas   |                   |
| 8e               | Leo Knops              | Pays-Bas         | Lamot-Libertas   |                   |
| 9e               | Hugo Hellemans         | Belgique         | Dr Mann-Grundig  |                   |
| 10e              | Rik Luyten             | Belgique         | Dr Mann-Grundig  |                   |
| modifier         |                        |                  |                  |                   |